# Hitoshi Satō
Hitoshi Satō (jap. 佐藤 仁 Satō Hitoshi; * 3. Oktober 1962 in Akita) ist ein ehemaliger japanischer Radrennfahrer.

## Sportliche Laufbahn
Satō war Bahnradsportler und Straßenradsportler. Er war Teilnehmer der Olympischen Sommerspiele 1984 in Los Angeles. Im Punktefahren wurde er auf dem 15. Rang klassiert.
Im Einzelrennen der UCI-Straßen-Weltmeisterschaften 1987 schied er aus.